# Alejandro Gorostiaga
General Alejandro Gorostiaga Orrego (La Serena, 12 de mayo de 1840-Santiago, 30 de octubre de 1912) fue un militar chileno.
Era descendiente de vascos por parte paterna y materna. Ingresó a la Escuela Militar de Chile en enero de 1857, prestando servicios hasta 1878, cuando pasó a retiro.
En 1879 reingresó al Ejército de Chile con motivo del estallido de la Guerra del Pacífico, entre Chile, Bolivia y Perú. En mayo de ese año, fue nombrado comandante del batallón cívico movilizado Coquimbo N.º 1. Participó en el asalto y toma de Pisagua, y en las batallas de Dolores y de Tacna.
El principal hecho de este militar chileno fue la batalla de Huamachuco, librada el 10 de julio de 1883, cuando fueron derrotadas las fuerzas peruanas comandadas por Andrés Avelino Cáceres. Allí ordenó asesinar a todos los oficiales enemigos heridos por considerar al ejército peruano una montonera y no un ejército regular. Esta batalla es considerada la última de gran magnitud en la Guerra del Pacífico, siendo los pocos enfrentamientos posteriores muy reducidos.